# Варварівка (Брониківська сільська громада)
Варва́рівка (до 1946 року — Барбарівка) — село в Україні, у Брониківській сільській територіальній громаді Звягельського району Житомирської області. У 1923—2017 роках — адміністративний центр колишньої Варварівської сільської ради. Кількість населення становить 285 осіб (2001). Через село тече річка Тня.

## Населення
Наприкінці 19 століття в поселенні проживало 392 мешканці, дворів — 63, у 1906 році — 362 жителі, дворів — 42, відповідно до перепису 1911 року — 492 мешканці.
Станом на 1923 рік нараховувалося 106 дворів та 610 мешканців.
Відповідно до результатів перепису населення СРСР, кількість населення, станом на 12 січня 1989 року, становила 345 осіб. Станом на 5 грудня 2001 року, відповідно до перепису населення України, кількість мешканців села становила 285 осіб.

### Мова
Розподіл населення за рідною мовою за даними перепису 2001 року:
| Мова       | Кількість | Відсоток |
| ---------- | --------- | -------- |
| українська | 282       | 98.95%   |
| російська  | 3         | 1.05%    |
| Усього     | 285       | 100%     |

## Історія
В люстрації 1577 року згадується як Барберів, що входив до Межиріцького ключа князів Корецьких, які платили звідти з 3 димів та 2 городів.
Колишня власність Любомирських, згодом — Чайківських та Радинських. В середині 19 століття — село Романівецької волості Новоград-Волинського повіту. Селян — 94, котрим належало 407 десятин, землі дворської — 650 десятин, належала кільком спадкоємцям Радинських; були великі каменоломні.
Наприкінці 19 століття — село Барбарівка (пол. Barbarówka) Романівецької волості Новоград-Волинського повіту, на річці Тня, за 25 верст від Новограда-Волинського. Належало до православної парафії у Несолоні, за 5 верст.
У 1906 році — сільце Барбарівка (рос. Барбаровка) Романівецької волості (2-го стану) Новоград-Волинського повіту Волинської губернії. Відстань до повітового центру, м. Новоград-Волинський, становила 28 верст, до волосного центру, с. Романівка — 18 верст. Найближче поштово-телеграфне відділення розташовувалося у Новограді-Волинському.
У 1911 році в селі були три крамниці та кредитне товариство.
У 1923 році увійшло до складу новоствореної Барбарівської сільської ради, яка, 7 березня 1923 року, включена до складу новоутвореного Новоград-Волинського району Житомирської (згодом — Волинська) округи; адміністративний центр ради. Розміщувалося за 20 верст від районного центру, м. Новоград-Волинський.
20 червня 1930 року, в складі сільської ради, включене до новоствореного Соколовського району, 15 вересня 1930 року, внаслідок ліквідації Соколовського району, повернуте до складу Новоград-Волинського району. 1 червня 1935 року Новоград-Волинський район ліквідовано, село, разом із сільською радою, підпорядковане Новоград-Волинській міській раді Київської області.
7 червня 1946 року, відповідно до указу Президії Верховної ради Української РСР «Про збереження історичних найменувань та уточнення і впорядкування існуючих назв сільрад і населених пунктів Житомирської області», село отримало назву Варварівка, сільську раду перейменовано на Варварівську.
4 червня 1958 року, в складі сільської ради, увійшло до відновленого Новоград-Волинського району Житомирської області. 30 вересня 1958 року, відповідно до рішення Житомирського облвиконкому № 957 «Про зміну адміністративно-територіального поділу Новоград-Волинського району», село підпорядковане Несолонській сільській раді Новоград-Волинського району. 12 серпня 1974 року, відповідно до рішення Житомирського облвиконкому № 342 «Про зміни в адміністративно-територіальному поділі окремих районів області в зв'язку з укрупненням колгоспів», село передане до складу Кам'яномайданської сільської ради Новоград-Волинського району.
У 2017 році увійшло до складу новоствореної Брониківської сільської територіальної громади Новоград-Волинського району Житомирської області.